# カール・ベーム

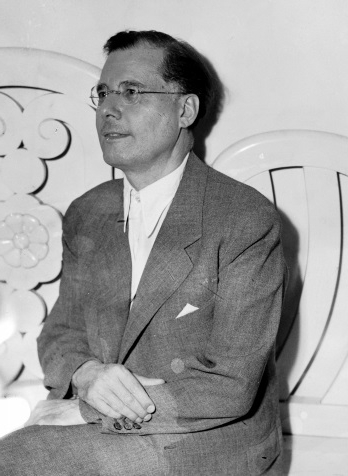
カール・ベーム（1947年）

カール・ベーム（ドイツ語: Karl Böhm, 1894年8月28日 - 1981年8月14日）は、オーストリアの指揮者。学位は法学博士（グラーツ大学）。称号はオーストリア音楽総監督、ウィーン・フィルハーモニー管弦楽団名誉指揮者。

## 人物・来歴
グラーツ生まれ。弁護士である父親の意向により、グラーツ大学で法律を学び、法学博士の学位を得た。しかし同時に父親がグラーツ市立歌劇場の法律顧問をつとめていた関係で音楽界に仲間が多く、父親の友人であったフランツ・シャルクの紹介で、ブラームスの親友であったオイゼビウス・マンディチェフスキの個人教授で音楽を学んだ。
1917年 - グラーツ市立歌劇場でデビュー。リヒャルト・ワーグナーの友人であったカール・ムックがベームの『ローエングリン』を聴いた際に感激し、当時バイエルン国立歌劇場音楽監督だったブルーノ・ワルターにベームを紹介した。グラーツ市立歌劇場では首席指揮者に予定されていたが、ワルターの招きにより、1921年 よりバイエルン国立歌劇場の第4指揮者に転任。ワルターはベームに多大なる影響を与え、特にモーツァルトの素晴らしさを教えた。そしてまたベームもモーツァルトの権威として知られることになる。ワルターとの交遊関係は戦中戦後を通じて続くこととなるが、1922年からはワルターに代わり、クナッパーツブッシュが音楽監督になった。しかしクナッパーツブッシュも、モーツァルトに関してはほとんどベームに任せている。
1927年 - ダルムシュタット市立歌劇場音楽監督に就任（1931年まで）。この時の総監督は、後年メトロポリタン歌劇場の名物総支配人となるルドルフ・ビングであり、彼らの友情は終生続くこととなる。ダルムシュタットでは現代オペラの上演に力を注いだが、特にアルバン・ベルクの『ヴォツェック』を指揮して絶賛され、ベルク本人との友情も芽生え、ベルク作品の世界的普及に尽力した。
1931年 - ハンブルク国立歌劇場音楽監督（1934年まで）。ハンブルク時代よりR.シュトラウスとの親交が始まった。
1934年- ドレスデン国立歌劇場総監督に就任。R.シュトラウスゆかりのドレスデンに転任すると、1935年にはR・シュトラウスの『無口な女』の世界初演を行い、さらに1938年にはR.シュトラウスから献呈された『ダフネ』も世界初演した。
1943年 - ウィーン国立歌劇場総監督に就任。シュヴァルツコップなど才能ある歌手を次々と見いだして伝説的なベーム・アンサンブルを作り上げた。1944年にはシュトラウス生誕80年祭ではR・シュトラウスに祝辞を述べ、作曲者臨席のもと『ナクソス島のアリアドネ』を指揮した。1945年にはオーストリア（当時はドイツに併合されていた）からフランツ・シャルク以来となる「オーストリア音楽総監督」の称号を受けた。第二次世界大戦での戦局悪化に伴い、R・シュトラウスより芸術上の遺言（今後のオーストリア音楽界をどのように運営・維持すべきか）を託された。また同時にR.シュトラウスのスケッチブックなど、貴重な資料も渡された（これらはベームの死の直前にウィーン・フィルに寄贈されている）。ドイツ・オーストリア敗戦後に連合軍から演奏活動停止命令を受けたが、1947年に解除。
1954年 - 2度目のウィーン国立歌劇場総監督に就任。1955年11月には連合軍の爆撃により焼失していたウィーン国立歌劇場が再建され、この記念すべき再開記念公演の『フィデリオ』を指揮した。（続いて『ドン・ジョヴァンニ』『ヴォツェック』『影のない女』を指揮。ちなみにベームは当初、ドン・ジョヴァンニの指揮をワルターに依頼したが、ワルターは高齢を理由に辞退し、その代わりにブルックナーの『テ・デウム』とベートーヴェン第9交響曲を演奏した。ウィーン国立歌劇場総監督辞任後は特定のポストには就かず、フリーランスとして客演や録音活動を中心に据えた。
1962年 - バイロイト音楽祭に初登場、『トリスタンとイゾルデ』を指揮。ヴィーラント・ワーグナーとともにオペラ史に燦然と輝く「新バイロイト様式」を作り上げた。のちに『ニーベルングの指環』も指揮。1964年、「オーストリア（共和国）音楽総監督」（戦前のものは自然消滅）の栄誉を授けられている。1967年、ウィーン・フィル創立125周年を記念し、特にベームのために創設された「名誉指揮者」の称号を授けられた。
1973年 - オーストリア政府から若い指揮者のための「カール・ベーム賞」制定が発表される。1974年 - 「ニキシュ＝ベーム指環賞」が制定された。
1981年8月14日 - ザルツブルクで死去。86歳没。ザルツブルク音楽祭の開催中であり、レヴァイン指揮ウィーン・フィルのオペラ公演は「お通夜のような雰囲気」になってしまったという。楽聖たちが眠るウィーン中央墓地提供の申し出は遺族の希望により断られ、グラーツ・シュタインフェルト墓地のベーム家の墓に埋葬された。最後の録音は同年春の映画版「エレクトラ」であった。

### 家族・親族
息子は俳優のカールハインツ・ベーム。孫のカタリナ・ベームも女優として活躍している。

## 欧州楽壇のマエストロ
ベームは、当時のオーストリア大統領ルドルフ・キルヒシュレーガーをして「（オーストリア）共和国が与え得る栄誉はすべて与えました」と言わしめたほど、数多の名誉職を贈られていた。この発言の念頭にあるものも含めて、それらの一例として、「ハンブルク・フィルハーモニー管弦楽団名誉指揮者」「ロンドン交響楽団桂冠指揮者」「ウィーン市、グラーツ市、ザルツブルク市の各名誉市民」「ドイツ連邦功労十字勲章」「バイロイト黄金名誉指環」「バイエルン国立歌劇場名誉会員」「ダルムシュタット国立歌劇場名誉会員」「ベルリン・ドイツ・オペラ名誉会員」などがある。そのため、ベームの死は世界中に衝撃を与えた。
カラヤンはコンサートでの演奏に先立って追悼の言葉を述べ、さらにモーツァルトの『フリーメイソンのための葬送音楽』が演奏された。レヴァインがモーツァルトの『レクィエム』、アバドが『マタイ受難曲』をベームに捧げ、ベルリン・フィルはベームの指揮予定だった演奏会で代行を立てず、指揮者無しの演奏会を行った。ポリーニ、クライバー、ヨッフム、ショルティらも追悼演奏会を開いている。カルロス・クライバーとバイエルン国立管弦楽団による追悼演奏会は広く知られる（ベートーヴェンの交響曲第4番と交響曲第7番）。
ザルツブルク音楽祭は、長年にわたるベームの功績を称えフェルゼンライトシューレ（ザルツブルク祝祭小劇場）とホワイエの間の大ホールを「カール・ベーム・ザール」と名付けている。さらに出身地であるグラーツとザルツブルクを結ぶインターシティ列車をカール・ベーム号（IC517/518）と名付けた。これは現在も運行されている。

## ベームの演奏
ベームの身振りはお世辞にも「格好良いバトン・テクニック」とは言えないが、リヒャルト・シュトラウスから指揮について教示・影響を受けている。
音楽評論家の吉田秀和は、ベームがウィーン交響楽団を指揮したシューベルトの交響曲第8番ハ長調の練習風景と本番をテレビで視聴し、練習について「ただもう教養も何も無い人間が地方弁でガミガミ行っているような調子」「何とぺダンティックでドグマティックなおやじだろう」と書いているが、本番の演奏については「後に残るのはいかにも爽やかで力強い作品を聴いたという充実感でしかない」とし、これを「ベームの不思議」と呼んでいる。
このほか、ベルリン・フィルを指揮したベートーヴェンのエロイカの録音についても「実に細かい、しかし同時に充実しきった《音楽》がある。人間の呼吸よりもっと微妙な息遣いがあるかと思うばかりの、豊かにして、力強い変化」「ベートーヴェン特有の精緻であってしかも力強い、微妙であってしかも豪快なダイナミックが、実によく捉えられている」と述べている。

## 主な録音
ベームの実力が遺憾なく発揮された分野はオペラであった。モーツァルトは『コジ・ファン・トゥッテ』、『フィガロの結婚』、『ドン・ジョヴァンニ』、『魔笛』などの録音がある。ペーター・シュライアーはベームのコジ・ファン・トゥッテを特に絶賛しており、「他の指揮者の下ではこれほどの感激を味わえない」と語った。ザルツブルク音楽祭を飾るモーツァルト指揮者でもあった。1971年にウィーン・フィルを指揮して録音したモーツァルトの『レクイエム』は評価が高い。
リヒャルト・シュトラウスの大家としても知られ（巨匠の『ダフネ』は、ベームに献呈されている）、主なオペラをスタジオ録音している。特に愛した作品は『ナクソス島のアリアドネ』で、複数の録音を残している。また、『影のない女』は世界初全曲録音（1955/DECCA）である。当時はマイナーな作品であったため、DECCAは録音を渋ったが、ベームの強い要望により「ギャラなし・一発録り」で実現した。同年、ウィーン国立歌劇場の再建記念公演で『影のない女』を指揮。カイルベルトやカラヤン、後のシノーポリに較べると、最少のカットで演奏しており、貴重な記録となっている（ORFEO）。管弦楽曲では、1958年、1963年に録音されたベルリン・フィルを指揮しての『ツァラトゥストラはかく語りき』や『ドン・ファン』、『祝典前奏曲』などの管弦楽曲集が知られている。
バイロイトの巨匠であったことからもわかるように、1966年のバイロイト音楽祭における『トリスタンとイゾルデ』のライヴ録音など、ワーグナーについても高い評価を得た。ビルギット・ニルソンは「これまでに『トリスタンとイゾルデ』を33人の指揮者の下で歌ったが、誰もベームに比肩することはなかった」と書いている。
このほか、ベートーヴェン、シューベルト、ブルックナー、ブラームスなどドイツ・オーストリア音楽においては、当時はひとつの規範ともされた。ベルリン・フィルを指揮してのモーツァルトの交響曲全集とウィーン・フィルを指揮してのベートーヴェンの交響曲全集はベームの大きな業績である。チャイコフスキー、ドヴォルザークなどの録音も残したが、カラヤンに比べるとドイツ・オーストリア音楽以外のレパートリーは少ない。

## ベームと日本
ベームの名が日本に知られるようになったのは早く、1930年代半ばには小品のレコードが発売されていた。1937年11月26日には、シューマンの遺作・ヴァイオリン協奏曲の初演を含む日独交歓放送に、ゲオルク・クーレンカンプらとともに出演した（PodiumよりCD化 No. POL1053）。この放送はナチスの威信をかけたもので、当時既にクーレンカンプ同様、ベームはドイツ圏内で主要な指揮者であったことがわかるが、日本ではあくまでもシューマンの遺作の世界初演を聴く演奏であり、ベームの知名度を高めることはなかった。程なく、第二次世界大戦勃発によって原盤の供給も途絶え、ベームの名はしばらく日本では聞かれなくなった。ベームの人気や知名度が飛躍的に高くなるのは戦後のことであった。ベームが亡くなる際にも、危篤の段階から新聞やテレビ・ニュースで報じられていたほどである。ベームの来日は1963年、1975年、1977年及び1980年の4回。1979年にも来日の予定（読売日本交響楽団の招聘）であったが、体調不良のためキャンセルされている。

### 初来日
1963年に開場した日生劇場のこけら落しのためにベルリン・ドイツ・オペラを率いて初来日（同行：ロリン・マゼール、ハインリヒ・ホルライザー）。ベームはベートーヴェンの『フィデリオ』とモーツァルトの『フィガロの結婚』、特別演奏会の「第九」を指揮した。両オペラともディートリヒ・フィッシャー＝ディースカウ、クリスタ・ルートヴィヒ、ヴァルター・ベリー、グスタフ・ナイトリンガーらの名歌手が多数出演した。第九演奏会では、演奏後に殺到した多くのファンがベームの足に抱きつき、身動きできなくなったこともある。

### 1970年代
日本でのベームの人気に一気に火がついた1975年の公演は、ウィーン・フィルを率いての公演であり、前評判に違わぬ演奏が大きな反響を呼んだ。あまりの反響の大きさにベームは感激し、時期こそ決めないものの再びの来日を即断したとも言われる。この時はリッカルド・ムーティも同行し、ムーティの指揮での公演も別途行われた。
わずか2年後の1977年に再来日が決定したのは、その他に来ていた話をベームがすべて断り最優先で時間を作ったからだった。両公演はNHKやTOKYO-FMによって多数録音され、一部はCDやDVDとして販売されている。

### 最後の来日
1980年にはウィーン国立歌劇場の引越し公演に同行したが、老いと病気による衰えがはなはだしく、ホルスト・シュタインら多数の同行指揮者を伴っての来日となった。ベームは『フィガロの結婚』3公演（東京および大阪）と十八番であったリヒャルト・シュトラウスの『ナクソス島のアリアドネ』の1公演、昭和女子大学人見記念講堂でのウィーン・フィルとの演奏会（1980年10月6日。人見記念講堂のこけら落とし記念演奏会だった。これらはCD・DVD化されている。なお、2007年には「フィガロ」の公演もDVD化された）だけを指揮し帰国した。このウィーン・フィルとの演奏会は、日本でのベーム最後のオーケストラ演奏会だったのみならず、彼自身も1938年以来続いたウィーン・フィルとの最後の演奏会だった。なお、この時の「フィガロ」上演での第3幕はオリジナルではなく、ロバート・モウバリー&クリストファー・レイバーン提唱版（1965年。第7場、第8場を第4場、第5場の間に挿入する）によるものである。